# ムボ・ムペンザ
ムボ・ジェローム・ムペンザ（Mbo Jérôme Mpenza, 1976年12月4日 - ）は、ザイール（現コンゴ民主共和国）・キンシャサ出身、ベルギー代表の元サッカー選手。現在はRSCアンデルレヒトのスカウト。ポジションはフォワード。
エミール・ムペンザは弟である。両親はコンゴ民主共和国の国籍を持つ。

## 経歴

### クラブ
ベルギーのKVコルトレイクでプロキャリアをスタートさせ、REムスクロン、スタンダール・リエージュで弟のエミールと共にプレーした。2000年にポルトガルのスポルティングCPに移籍した。翌年にガラタサライSKに移籍し、その後RSCアンデルレヒトに移籍。2008年7月にAEラリッサに移籍した。

### 代表
ベルギー代表として1998 FIFAワールドカップ、UEFA EURO 2000、2002 FIFAワールドカップに出場した。

### 引退
2008年12月、怪我を理由に現役の引退を表明、引退後は前所属先のRSCアンデルレヒトでスカウトを務めている。

## 所属クラブ
- KVコルトレイク 1995-1996
- REムスクロン 1996-1997, 2001-2004
- スタンダール・リエージュ 1997-2000
- スポルティング・クルーベ・デ・ポルトゥガル 2000-2001
- ガラタサライSK 2001
- RSCアンデルレヒト 2004-2008
- AEラリッサ 2008

## 代表歴

### 出場大会
- ベルギー代表
  - 1998 FIFAワールドカップ
  - 2002 FIFAワールドカップ

### 試合数
- 国際Aマッチ 56試合 3得点（1997年-2007年）[1]

| ベルギー代表 | 国際Aマッチ | 国際Aマッチ |
| 年           | 出場        | 得点        |
| ------------ | ----------- | ----------- |
| 1997         | 1           | 0           |
| 1998         | 7           | 0           |
| 1999         | 8           | 0           |
| 2000         | 5           | 0           |
| 2001         | 0           | 0           |
| 2002         | 9           | 0           |
| 2003         | 6           | 0           |
| 2004         | 7           | 0           |
| 2005         | 7           | 3           |
| 2006         | 3           | 0           |
| 2007         | 3           | 0           |
| 通算         | 56          | 3           |

## タイトル

### クラブ
スポルティング・クルーベ・デ・ポルトゥガル
- スーペル・リーガ (1) : 1999-2000

RSCアンデルレヒト
- ジュピラーリーグ (2) : 2005-06, 2006-07
- ベルギー・カップ (1) : 2008